# Robert Winchelsey
Robert Winchelsey (auch Robert of Winchelsea) (* um 1240; † 11. Mai 1313 in Otford) war ein englischer Geistlicher. Ab 1293 war er Erzbischof von Canterbury. Bis zu seinem Tod verteidigte er die Privilegien der Kirche und wurde so ein Gegner der Politik der Könige Eduard I. und Eduard II.

## Herkunft und Ausbildung
Winchelsey wuchs vermutlich in Old Winchelsea in Sussex auf, doch entweder stammte er nach dem Chronisten von Hagnaby aus Pevensey in Sussex oder nach William Thorne aus River in Kent. Über seine Familie ist nur wenig bekannt, außer dass er einen Bruder namens Henry Winchelsey und einen Neffen John Winchelsey hatte, der ebenfalls Geistlicher wurde. Möglicherweise besuchte Winchelsey eine Schule in Canterbury, anschließend studierte er die Freien Künste in Paris, wo er einen Abschluss als Master machte. Vor Juli 1267 wurde er Leiter der Fakultät der Freien Künste an der Universität von Paris. Wenige Jahre später studierte er Theologie in Oxford, wo er das Studium als Doktor der Theologie abschloss.

## Tätigkeit als Hochschullehrer
Nach dem Abschluss seiner Studien war Winchelsea in den 1280er Jahren Kanzler der Universität Oxford. Ende der 1280er Jahre war er Regius in Oxford, und zu Beginn der 1290er Jahre lehrte er an der Kathedralschule der St Paul’s Cathedral in London Theologie. Als weltlicher Geistlicher wurde er nicht in den erbitterten Lehrstreit zwischen den Dominikanern und Franziskanern verwickelt, der damals in Oxford ausgetragen wurde. Von seinen Schriften sind zwei Quodlibeta und dreizehn Quaestiones erhalten, die er in Oxford und an St Paul’s lehrte. Zu seinen Hauptanliegen gehörte die Untersuchung der philosophischen Grundlagen des Verständnisses der Dreieinigkeit. Dabei baute er auf der Lehre von Thomas von Aquin auf. Nach seiner Deutung können die drei Hypostasen von ihren Beziehungen her untereinander, aber nicht von ihrer Herkunft her unterschieden werden. Zu seiner Versorgung hatte er bereits im April 1272 das Rektorat von Wood Eaton in Oxfordshire als erste Pfründe erhalten. Vor Juni 1276 wurde er Kanoniker an der Kathedrale von Lincoln und vor August 1288 wurde er Archidiakon von Essex.

## Erzbischof von Canterbury

### Wahl zum Erzbischof
Nach dem Tod von Erzbischof John Pecham am 8. Dezember 1292 wurde rasch ein neuer Erzbischof gewählt. Entgegen der Praxis der bisherigen Wahlen griffen weder der König noch der Papst in die Wahl ein, und am 13. Februar 1293 wurde Winchelsey als unumstrittener Kandidat von den Mönchen des Kathedralpriorats von Canterbury gewählt. Trotzdem erfolgte die Anerkennung der Wahl nicht sofort. Winchelsey verließ am 1. April 1293 England, um zur Kurie nach Rom zu reisen und um seine Wahl vom Papst bestätigen zu lassen. Diese Bestätigung verzögerte sich über ein Jahr, da das Papstamt nach dem Tod von Nikolaus IV. noch vakant war. Erst der neue Papst Coelestin V. bestätigte nach seiner Wahl im Juli 1294 Winchelseys Ernennung und weihte ihn am 12. September 1294 in Aquila zum Bischof. Wegen des beginnenden Französisch-Englischen Kriegs konnte Winchelsey nicht durch Frankreich nach England zurückreisen, sondern musste den Weg durch Deutschland nehmen. Von den Niederlanden aus erreichte er am 1. Januar 1295 Yarmouth. Von dort reiste er unverzüglich nach Wales, wo König Eduard I. einen Aufstand niederschlug. Er erreichte den König in Conwy, wo er ihm am 2. Februar 1295 mit dem ausdrücklichen Hinweis, dass dies nur für seine Lehnsgüter galt, die Treue schwor. Daraufhin wurden ihm am 4. Februar die Temporalien übergeben. Dabei stellte er jedoch klar, dass er dem König nur als Lehnsherrn für Am 18. März 1295 zog er in Canterbury ein, wo er am 2. Oktober 1295 in Anwesenheit des Königs, des Thronfolgers Eduard und zahlreicher Magnaten und anderen Bischöfen inthronisiert wurde. Winchelsey war während seiner langen Wartezeit in Italien von der päpstlichen Kurie so gut behandelt worden, dass man in Canterbury schon glaubte, dass der Papst ihn zum Kardinal erheben wollte. Obwohl er enge Kontakte zur Kurie behielt, lagen Winchelseys Interessen als Erzbischof und Primas vor allem in England. Noch bevor Winchelsey den englischen König in Wales erreichen konnte, war in Rom Papst Coelestin V. zurückgetreten und Bonifatius VIII. als sein Nachfolger gekrönt worden. Mit dem neuen Papst arbeitete Winchelsey eng zusammen und diente ihm gehorsam.

### Beginn des Konflikts mit Eduard I.
Als Erzbischof von Canterbury musste Winchelsey die Interessen, die Rechte und die Privilegien der englischen Kirche gegenüber der Krone verteidigen. Schon kurz nach seiner Wahl kam es zum ersten Streit mit Eduard I., da Winchelsey die Besetzungen von Pfarrstellen kritisierte, die während der Vakanz des Erzbistums vor seiner Wahl zum Erzbischof von der königlichen Verwaltung vorgenommen worden waren. Zu den umstrittenen Fällen gehörten die Pfarreien von Sevenoaks, Reculver und Pagham. Während Winchelsey trotz seines Widerstands die Ernennung des königlichen Kanzleibeamten Thomas de Capella zum Pfarrer von Sevenoaks akzeptieren musste, konnte er nach langem Streit 1300 seinen eigenen Kandidaten gegen John Langton, den königlichen Kanzler als Rektor der reichen Pfarrei Reculver durchsetzen. Auch in Pagham konnte Winchelsey nach einem siebenjährigen Streit seinen Kandidaten gegen die Ansprüche des einflussreichen Theobald de Bar durchsetzen. Dennoch wurde das Recht des Erzbischofs, geistliche Ämter zu besetzen, oft durch königliche Anordnungen unterlaufen, um so verdiente königliche Beamte mit geistlichen Einkünften zu versorgen. Ihre mangelnde Eignung für ihre geistlichen Ämter war für Winchelsey eine grundlegende Streitfrage. Er kritisierte, dass königliche Beamte oft ihre geistlichen Ämter nicht wahrnahmen und sich oft weigerten, seinen Anordnungen zu folgen. Trotz der energischen Versuche des Erzbischofs, das Kirchenrecht einzuhalten, nahm die Einflussnahme der Krone auf die Kirche zur Zeit Winchelseys merklich zu. Andererseits gab es nur wenige Beamte, die wirklichen Missbrauch ihrer geistlichen Ämter betrieben. Zu den höheren Beamten, die Winchelsey besonders kritisierte, gehörten der königliche Richter Ralph de Hengham, der Baron of the Exchequer Peter of Leicester sowie John of Caen und Peter Dene.
Zugleich versuchte der Erzbischof, die besonderen Privilegien der Royal free Chapels einzudämmen. Diese waren oft Säkularkanonikerstifte, deren Benefizien oft königliche Beamte innehatten. Auch diese Ämter dienten nur zu deren Versorgung. Als königliche Eigenkirchen unterstanden diese Stifte jedoch nicht der bischöflichen Aufsicht. Um das Recht zur Besetzung dieser Benefizien zu behalten, verteidigte die Krone mit dem Einverständnis der Päpste und oft auch mit dem der Diözesanbischöfe den exemten Status dieser Kirchen. Winchelsey begann dagegen vor allem über den Status der Stiftskirchen St Oswald’s in Gloucester, St Martin’s-le-Grand in London und St Mary’s in Hastings einen langwierigen Rechtsstreit. Dieser und die anderen Konflikte führten zu einer raschen Entfremdung des Erzbischofs von der Krone. In der Folge kam es auch zu einer deutlichen Teilung der englischen Prälaten in Kritiker der Krone und in eine Gruppe, die die Krone treu unterstützten.

### Streit um die Besteuerung der Geistlichen durch den König

#### Steigende Geldforderungen des Königs
Die Kosten des Französisch-Englischen Kriegs ab 1294 sowie der Niederschlagung der Rebellion in Wales hatten die königlichen Finanzen erschöpft. Deshalb ergriff Eduard I. gegenüber der Kirche äußerst drastische Maßnahmen. Er beschlagnahmte die Einnahmen des vom Papst gewährten Zehnten auf die Einkünfte der Kirche, der eigentlich für einen neuen Kreuzzug des Königs gedacht war. Dazu ließ er den Wert der Schätze, die in den Kirchen und Klöstern in England vorhanden waren, ermitteln und führte eine hohe Steuer auf den Export von Wolle ein, wovon besonders viele Klöster betroffen waren. Zusätzlich erhob er 1295 von den Geistlichen eine außerordentlich hohe Steuer, die die Hälfte ihrer kirchlichen Einkommen umfasste. Anders als sein Vorgänger Erzbischof Pecham nahm Winchelsey zunächst selbst diese hohe Belastung ruhig hin, um das Verhältnis zur Krone nicht weiter zu belasten. Im Juli 1295 berief er sein erstes Konzil der Kirchenprovinz Canterbury ein, bei dem er sich als Verfechter der kirchlichen Rechte darstellte. Im Herbst 1295 verschlechterte sich die politische Krise weiter, als der König einen Feldzug gegen Schottland führte, das sich mit Frankreich verbündet hatte. Obwohl Winchelsey sich der kritischen Lage des Reiches voll bewusst war, lehnte er während des Model Parliament im November 1295 eine erneute Steuer von einem Drittel oder einem Viertel der Einkünfte des Klerus entschieden ab und war nur Zahlung eines Zehnten bereit. Für diese Haltung hatte er die volle Zustimmung der anderen Vertreter des Klerus im Parlament. Damit stand dem König, anders als er es erwartet hatte, eine oppositionelle, von einem starken Führer geführte Geistlichkeit gegenüber.

#### Die Bulle Clericis laicos
Winchelsey informierte Papst Bonifatius VIII. über die erneuten Geldforderungen des Königs. Der Papst wünschte sich eine rasche Beendigung des Krieges zwischen England und Frankreich, und als sich auch der vom französischen König finanziell bedrängte französische Klerus mit der Bitte um Unterstützung an den Papst wandten, erließ dieser im Februar 1296 die Bulle Clericis laicos. Darin bestätigte er entschlossen, dass die Geistlichkeit nur mit Einverständnis des Papstes besteuert werden dürfe. Die Friedensbemühungen des Papstes verzögerten zunächst die Bekanntmachung des Inhalts der Bulle, die Winchelsey jedoch in seiner ablehnenden Haltung gegenüber einer neuen Steuer bestätigt. Als der englische König Eduard I. vom Parlament, das im November 1296 in Bury St Edmunds zusammenkam, für einen neuen Feldzug gegen Frankreich weitere finanzielle Unterstützung verlangte, verweigerten die Vertreter der Kirchenprovinz Canterbury ihre Zustimmung. Nach ausführlicher Debatte entschlossen sie sich unter Winchelseys Führung, die Entscheidung über die Forderung des Königs erst auf einem kirchlichen Konzil im Januar 1297 weiter zu beraten. Winchelseys Beharren auf einer unabhängigen Verwaltung der kirchlichen Finanzen führte dazu, dass sich der König nun mit den Baronen verbündete, die der Auffassung waren, dass auch der Klerus zur Verteidigung des Reiches beitragen musste. Damit versuchte der König, den Erzbischof politisch zu isolieren.

#### Die Krise von 1297

##### Die Steuerpläne des Königs
Winchelsey ordnete nun die Bekanntmachung der päpstlichen Bulle an. Sein Ziel war ein Frieden mit Frankreich, und er verlangte, dass die Rechte der Kirche, wie sie in der Magna Carta beschrieben waren, wiederhergestellt werden sollten. Während des Konzils, das im Januar 1297 in der Londoner St Paul’s Cathedral zusammentrat, konnte er den Klerus überzeugen, weitere finanzielle Unterstützung für die Kriege des Königs vollständig abzulehnen. Das Konzil beschloss, dass der König sich an den Papst wenden solle, der eine Besteuerung der Kirche genehmigen müsste. Sollte er ohne Erlaubnis des Papstes die Einkünfte des Klerus besteuern, würde dies die Exkommunikation zur Folge haben, die in allen Kirchen der Kirchenprovinz verkündet würde. Diese Androhung gab Winchelsey zwar so nicht an den König weiter, da er sich bewusst war, in welcher Gefahr sich die Geistlichen mit dieser kompromisslosen Haltung begaben. Er hatte zwar die geschlossene Unterstützung der Vertreter der niederen Geistlichkeit und auch die vieler Prälaten seiner Kirchenprovinz, die beklagten, dass der König trotz der bisherigen finanziellen Unterstützung durch die Kirche dieser keine weiteren Privilegien verliehen hatte. Walter Langton, Bischof von Coventry und Lichfield und John de Pontoise, Bischof von Winchester unterstützten dagegen als Beamte des Königs dessen Haltung. Auch der Klerus der nördlichen Kirchenprovinz York hatte angesichts der schottischen Überfälle einer finanziellen Unterstützung des Königs zugestimmt, so dass Winchelsey einen Kompromiss in der Frage der Besteuerung suchte.

##### Scheitern des Widerstands gegen die Besteuerung des Klerus
Angesichts seiner Finanznot begann der König aber nun, seinen Anspruch auf Besteuerung der Geistlichkeit gewaltsam durchzusetzen. Er drohte dem Klerus, dass er angesichts der mangelnden finanziellen Unterstützung der Kirche diese nicht mehr durch das Gesetz zu schützen könne und befahl am 12. Februar 1297 die Beschlagnahmung der Temporalien. Sollten die Geistlichen gegen ihn die höchste Kirchenstrafe, die Exkommunikation aussprechen, würde er im Gegenzug die höchste weltliche Strafe, die Ächtung verhängen. Den Geistlichen versprach er die Wiederaufnahme in den Schutz des Königs und die Rückgabe ihrer Besitzungen, wenn sie eine Gebühr vom fünften Teil ihrer Einkünfte bezahlen würden. Sollten sie geächtet werden, drohte er ihnen zusätzlich hohe Strafzahlungen an. Die entsetzten zeitgenössischen Chronisten beklagten darauf die Versklavung der englischen Kirche, doch im Februar und März 1297 gaben viele Geistliche dem Druck nach und zahlten die geforderten Summen an den König. Winchelsey selbst widersetzte sich jedoch weiter dem König, worauf dieser die Kathedrale von Canterbury beschlagnahmen und verriegeln ließ. Auch die Güter und Besitzungen des Erzbischofs wurden beschlagnahmt. Angesichts dieses Drucks war auch der Erzbischof gezwungen, weiter mit dem König zu verhandeln. Er machte sich auf den Weg, um den König während des Parlaments von Salisbury zu treffen. Da königliche Beamte jedoch unterwegs seine Pferde beschlagnahmten, musste er den Weg zu Fuß zurücklegen. Dennoch erreichte er Salisbury, doch die Unterredung mit dem König war zwecklos. Daraufhin berief er für den 24. März ein weiteres Konzil seiner Kirchenprovinz in London ein. Auf diesem zeigte er sich mit wenigen Anhängern entschlossen, sich den Forderungen des Königs weiter zu widersetzen. Er musste jedoch akzeptieren, dass angesichts der Beschlagnahmung ihrer Besitzungen viele Geistliche eine Strafe gezahlt hatten, die der Steuerforderung des Königs entsprach. Deshalb erlaubte Winchelsey den verbliebenen Geistlichen, selbst zu entscheiden, ob sie den Forderungen des Königs nachgaben oder nicht. Damit verweigerte er weiterhin seine offizielle Zustimmung zu einer Besteuerung der Kirche und bezahlte auch auf seine eigenen Einkünfte keine Steuern, doch auch der König kam nun dem Erzbischof entgegen und verzichtete auf weitere Maßnahmen gegen ihn. Dieser hatte nun wegen seiner Steuerforderungen die Unterstützung eines Großteils seiner Barone verloren und befand sich in einer äußerst schwierigen Situation. Angesichts der offenen Gegnerschaft seiner Magnaten der gab er am 11. Juli Winchelsey seine Temporalien zurück. Drei Tage später, am 14. Juli, kam es beim Treueschwur auf den Thronfolger Eduard zu einer öffentlichen Aussöhnung zwischen dem Erzbischof und dem König. Winchelsey war es damit gelungen, die Einheit der englischen Kirche zu bewahren. Von seinen Unterstützern wurde er als Sieger über die die Verfolgung der englischen Kirche gefeiert.

##### Zuspitzung der Krise und Bestätigung derConfirmatio cartarum
Winchelsey hatte aber die Gelegenheit ausgeschlagen, sich mit den Magnaten gegen den König zu verbünden. Dies führte mit dazu, dass ein Teil der rebellischen Barone sich wieder dem König unterwarf. Die beiden mächtigen Magnaten Humphrey de Bohun, 3. Earl of Hereford und Roger Bigod, 5. Earl of Norfolk setzten dagegen ihren Widerstand gegen die Politik des Königs fort. Winchelsey versuchte nun erfolglos, zusammen mit anderen Bischöfen in dem Konflikt zu vermitteln. Als der König Anfang August eine neue Steuer vom Klerus erheben wollte, zeigte sich, dass die Aussöhnung zwischen ihm und dem Erzbischof brüchig war. Winchelsey berief nun für den 10. August zum dritten Mal in diesem Jahr ein Konzil seiner Kirchenprovinz nach London. Bei dieser Versammlung verweigerten die Geistlichen unerbittlich eine Steuer ohne Zustimmung des Papstes. Winchelsey kündigte darauf an, dass am 1. September diejenigen, die sich an kirchlichen Besitz vergriffen, exkommuniziert würden. Damit hatte er sich zwar nicht offen mit den rebellischen Baronen verbündet, unterstützte aber deren Widerstand gegen den König. Dieser brach schließlich am 24. August zu dem geplanten Feldzug nach Flandern auf, obwohl der Konflikt mit einem Teil der Magnaten und der Kirche ungelöst blieb. Am 1. September 1297 kam es in der Kathedrale von Canterbury zu einer dramatischen Konfrontation, als Hugh of Yarmouth, ein königlicher Anwalt, während eines Gottesdienstes die Kathedrale betrat. Er unterbrach die Predigt von Winchelsey, kündigte an, dass der König sich wegen der Verleumdungen des Erzbischofs an den Papst wenden würde und verbat den Geistlichen, den König, seine Beamten oder seine sonstigen Vertreter zu exkommunizieren. Dies führte mit dazu, dass sich weite Teile Englands angesichts des wachsenden Widerstands gegen die Steuererhebung am Rand des Aufruhrs befanden. Der schottische Sieg in der Schlacht von Stirling am 11. September bestärkte dazu die Kritiker, die von einem Feldzug nach Flandern abgeraten hatten. Gleichzeitig war nun offensichtlich, dass der Regentschaftsrat, der für den in Flandern weilenden König die Regierung ausübte, weitere finanzielle Unterstützung brauchte. Die Regierung war dabei auch bereit, Zugeständnisse zu machen. Bei dem in London versammelten Parlament, das Anfang Oktober eine friedliche Einigung anstrebte, spielte Winchelsey eine führende Rolle. Die Regierung bestätigte nicht nur die Magna Carta und die Forstcharta, sondern machte auch weitere Zugeständnisse. Diese erweiterte Fassung der Magna Carta wurde als Confirmatio cartarum bezeichnet. Zwar erfüllte sie im Detail nicht jede Forderung, die der Erzbischof erhoben hatte, doch letztlich wurde einer Besteuerung grundsätzlich zugestimmt. Der König bestätigte diese Einigung am 5. November in Gent. Da auch der Papst in seiner im Juli 1297 verkündeten Bulle Etsi de statu unter dringenden Umständen einer Besteuerung der Geistlichkeit ohne Zustimmung des Papstes zugestimmt hatte, bewilligten die Prälaten der Kirchenprovinz Canterbury in einem vierten Konzil Ende November unter Bedingungen einen Zehnten auf die Einkünfte der Geistlichkeit. Letztlich hatte vor allem der engagierte und geduldige Widerstand von Winchelsey den König gezwungen, Zugeständnisse zu machen. Die Bischöfe konnten in der Frage der Besteuerung der Geistlichkeit bis zum Ende der Herrschaft von Eduard I. gegenüber dem König die Oberhand behalten. Der König vergaß jedoch nicht diese Demütigung, die er erlitten hatte, und dass der Erzbischof von Canterbury sich kurz vor dem Feldzug nach Flandern mit den aufsässigen Baronen verbündet hatte.

### Weitere Tätigkeit als Erzbischof
In den nächsten Jahren widmete sich Winchelsey besonders seinen geistlichen Aufgaben als Geistlicher. In den Diözesen Rochester, Chichester, Worcester, London, Norwich und Winchester führte er strenge Visitationen durch. Dabei deckte er zahlreiche Fälle auf, in denen Inhaber von Benefizien nicht ihre Ämter ausübten. Darunter waren auch viele königliche Beamte. Daneben kümmerte er sich intensiv um die Verwaltung der erzbischöflichen Güter. 1299 unterstützte er den König bei Friedensverhandlungen mit Frankreich, und am 10. September 1299 leitete er in der Kathedrale von Canterbury die Heirat des Königs mit Margarethe von Frankreich, der Schwester des französischen Königs. Wenig später waren jedoch die Beziehungen Winchelseys zum König wieder angespannt. Auf Anordnung von Papst Bonifatius VIII. reiste er im Juli und August 1300 nach Sweetheart Abbey in Schottland. Dort übergab er dem König, der dort einen Feldzug nach Schottland führte, die Bulle Scimus Fili, in der der Papst die Oberherrschaft über Schottland beanspruchte. Ob auch Winchelsey diesen Anspruch unterstützte, ist unklar, doch verbesserte dieser Anspruch nicht Winchelseys Beziehungen zum König. Von 1300 bis 1303 wehrte er sich entschieden gegen den Versuch der St Augustine’s Abbey in Canterbury, exemt von der Aufsicht des Erzbischofs zu sein. Die Abtei hatte eine solche Bestätigung vom Papst erhalten und wurde in ihren Ansprüchen vom König unterstützt, doch letztlich konnte sich Winchelsey durchsetzen. Vor allem bis zum Parlament von Lincoln 1301, aber auch noch danach, blieben die Beziehungen des Königs zu den Baronen und den Prälaten äußerst gespannt. Auch Winchelsey verhielt sich gegenüber den Forderungen des Königs widerwillig und bestand auf der Einhaltung der Confirmatio cartarum. Der König versuchte dagegen, die Bedingungen dieser Einigung zu umgehen, in dem beispielsweise seine Beamten kirchliches Eigentum nutzen oder für ihre Zwecke beschlagnahmten.

### Absetzung und Exil
Nachdem mit Frankreich im Mai 1303 ein Frieden geschlossen worden war und nachdem durch einen erfolgreichen Feldzug gegen Schottland die Herrschaft über Schottland gesichert worden war, wandte sich Eduard I. wieder gegen den Erzbischof, den er für seinen erbittertsten innenpolitischen Gegner hielt. Er ließ Winchelseys Maßnahmen, die dieser gegen die königlichen Eigenkirchen und zuungunsten königlicher Beamter ergriffen hatte, genau prüfen. Als mit Clemens V. am 5. Juni 1305 ein neuer Papst gewählt wurde, der früher ein Beamter des Königs in der Gascogne gewesen war, konnte er sich an Winchelsey rächen. Der König bat den Papst, ihn von seinem auf die Einhaltung der Confirmatio cartarum geleisteten Eid zu entbinden, während er dem Erzbischof eine Verschwörung gegen ihn vorwarf. Winchelsey war nun völlig isoliert. Von den englischen Bischöfen setzte sich nur Antony Bek von Durham offen für ihn ein. Der Papst entsprach den Bitten des Königs und suspendierte am 12. Februar 1306 Winchelsey von seinem Amt. Er berief ihn an den Papsthof, wo gegen ihn schwere Beschuldigungen erhoben wurden. Die Verwaltung des Erzbistums Canterbury übertrug der Papst seinen Vertrauten Guillaume Teste und Guillaume Gérard de Sor. Einen Tag nachdem Winchelsey das Schreiben des Papstes erhalten hatte, brach er am 19. Mai 1306 von Dover aus nach Frankreich auf. Während der ersten zehn Monate seines Exils hielt er sich in der Nähe des Papstes bei Bordeaux auf, danach folgte er dem Papst in die Nähe von Poitiers. Während dieser Zeit verhielt sich Winchelsey ruhig und geduldig, während es zu keiner Verhandlung über die politisch motivierten Beschuldigungen gegen ihn gab. Ihm wurde zur Zahlung einer freiwilligen Geldbuße an den Papst geraten, doch Winchelsey war überzeugt, dass diese Zahlung zu Unrecht erfolgen und deshalb den Streit nicht beenden würde. Als Eduard I. im Juli 1307 starb, berief dessen Sohn und Nachfolger Eduard II. Winchelsey nach England zurück. In seinem Exil erkrankte er jedoch so schwer, dass er bettlägerig war. Deshalb beauftragte er Bischof Henry Woodlock von Winchester, die Krönung Eduards II. vorzunehmen. Erst nach seiner Genesung zog er am 24. März 1308 wieder im Triumph in Canterbury ein.

### Wiedereinsetzung und Beziehungen zu Eduard II.
Bei Winchelseys Rückkehr nach England hatte sich die politische Lage grundlegend geändert. Der Papst unterstützte weiter die Krone, während der junge Eduard II. unsicher agierte. Winchelsey war nun ein älterer, kränklicher Mann und blieb als geistlicher Führer der Kirche eher inaktiv. Er unternahm nur noch wenige Reisen und führte auch keine Visitationen mehr durch. Zwar ging er nicht mehr gegen die Beamten des Königs vor, die durch geistliche Pfründen versorgt wurden, doch war er weiterhin auf die Wahrung der kirchlichen Privilegien bedacht. Er lehnte weiterhin eine direkte Besteuerung der Geistlichen ab und beschwerte sich weiter über Übergriffe von königlichen Richtern gegenüber Geistlichen. Der König sah sich indes einer wachsenden Opposition seiner Barone gegenüber. Zwar übernahm Winchelsey nicht mehr die Führung dieser Opposition, doch im Sommer 1308 verkündete er die Verbannung des königlichen Günstlings Piers Gaveston. Als dieser im Frühjahr 1309 vom König zurückgerufen wurde, zeigte sich Winchelsey offen verärgert. Dazu ließ der König seine Beamten Walter Reynolds zum Bischof von Worcester, Walter de Stapledon zum Bischof von Exeter und John Droxford zum Bischof von Bath und Wells wählen. Der verärgerte Winchelsey unterstützte nun offen die von Thomas of Lancaster geführte Adelsopposition, und seine geistliche Unterstützung stärkte die Arbeit der Lords Ordainer, die ein Reformprogramm für die Regierung erarbeiten sollten. Auf dieses 1311 verkündete Reformprogramm, die Ordinances, die auf der Einhaltung der Magna Carta beruhten, setzte Winchelsey große Hoffnungen. Als der König jedoch 1312 die Ordinances offen missachtete, wurde Winchelsey noch einmal politisch aktiv. Bei einem von ihm einberufenen Treffen von Prälaten und Magnaten im März 1312 in London exkommunizierte Winchelsey gemäß den Ordinances den erneut aus der Verbannung zurückgekehrten Gaveston. Dies ermunterte anscheinend die Barone, den Streit um Gaveston gewaltsam zu lösen, der schließlich gefangen genommen und nach kurzem Prozess hingerichtet wurde. Winchelsey hielt im Frühjahr 1312 ein Konzil seiner Kirchenprovinz ab, bei dem er erreichte, dass die meisten Bischöfe die Einhaltung der Ordinances unterstützten. Die gewaltsame Ermordung Gavestons spaltete jedoch die Adelsopposition, so dass der König seine Macht zurückgewinnen konnte. Enttäuscht zog sich Winchelsey zurück. Im Herbst 1312 besuchte er noch einmal London, um mit den päpstlichen Nuntien zu verhandeln, die der Papst zur Unterstützung des Königs nach England gesandt hatte. Im Dezember reiste er auf sein Gut Otford bei Sevenoaks, wo er bis zu seinem Tod blieb. Am 23. Mai 1313 wurde er in der Kathedrale von Canterbury beigesetzt. Zu seinem Nachfolger ernannte Papst Clemens V. auf Wunsch des Königs dessen Vertrauten Walter Reynolds.

## Persönlichkeit
Nach einer anonymen Beschreibung, die vermutlich ein Mönch des Kathedralpriorats von Canterbury im dritten Viertel des 14. Jahrhunderts verfasst hatte, war Winchelsey als junger Mann ansehnlich, freundlich, gut erzogen und schlau. Im Alter wurde er korpulent, behielt aber eine gesunde Gesichtsfarbe und blieb leutselig und humorvoll. Persönlich fromm, lebte er keusch, war wohltätig und tat Buße. Ohne Zweifel hatte er einen festen Charakter. Trotz des ernsten Konflikts mit Eduard I. gibt es keine Anzeichen, dass zwischen ihm und dem König eine persönliche Feindschaft bestand. Seine Entschlossenheit und Strenge führte dazu, dass er eher gefürchtet als geliebt wurde. Als er 1297 den Abt von Osney Abbey persönlich zurechtwies, soll dieser einem tödlichen Herzinfarkt erlitten haben. Zu seinen engen Freunden, zu denen er, falls nötig, auch Distanz wahren konnte, gehörten Bischof Antony Bek von Durham, Bischof John Monmouth von Llandaff und Bischof Simon Ghent von Salisbury.

## Nachwirkung und Bewertung
Zahlreiche Geistliche sahen in Winchelsey schon zu Lebzeiten einen Heiligen, der vom Staat verfolgt wurde. Zwischen 1319 und 1327 wurde seine Kanonisation angestrebt, wofür es zahlreiche Zeugnisse über seine Frömmigkeit und auch schon Wunderberichte gab. Diese Bemühungen waren jedoch klar politisch motiviert, denn sie sollten als Zeichen gegen die autoritäre Herrschaft von König Eduard II. dienen. Thomas of Lancaster war zunächst ein wichtiger Fürsprecher seiner Heiligsprechung, doch dieser wurde 1322 nach seiner gescheiterten Rebellion gegen den König hingerichtet. Sowohl König Eduard II. wie auch die päpstliche Kurie waren jedoch Gegner von Winchelseys Politik gewesen und unterstützten die Heiligsprechung nicht. Letztlich verblasste Winchelseys Ruf, und er blieb im späten Mittelalter nur als gewissenhafter Geistlicher bekannt, der sich um die Versorgung der Priester und um die Ausschmückung der Kirche gekümmert hatte. Nach der Reform wurde sein Grabdenkmal zwischen 1540 und 1572 zerstört. Der anglikanische Geistliche John Joscelyn verfasste im 16. Jahrhundert die erste Lebensbeschreibung nach der Reformation, wobei er aber Winchelsey als Unterstützer der Päpste eher negativ schildert. Dieses Bild prägte die Sicht auf Winchelsey, bis William Stubbs im 19. Jahrhundert Winchelsey als Kämpfer im Verfassungsstreit mit den Königen neu bewertete. Stubbs Zeitgenosse William Capes sah ihn dagegen eher als Vertreter des Papsttums, der sich selbst in den Vordergrund gestellt hatte. Rose Graham veröffentlichte bis 1956 das Verzeichnis von Winchelseys Urkunden, durch die sein Leben neu bewertet werden konnte. Sie sah Winchelsey als gewissenhaften kirchlichen Verwalter, während Michael Prestwich ihn als eigensinnigen und kompromisslosen Vertreter von kirchlichen Interessen gegenüber Eduard I. bezeichnete. Nach Jeffrey H. Denton gehörte Winchelsey wie Richard Swinfield, Oliver Sutton, Ralph Walpole und anderen zu den gelehrten Geistlichen, die zu Bischöfen aufstiegen. Im Unterschied zu den Ordensgeistlichen, die Bischöfe wurden, legten sie großen Wert auf die Seelsorge in ihren Diözesen, aber auch auf die Bewahrung der Rechte der Geistlichen. Ihre Bildung unterschied sie aber von den geistlichen Beamten der Krone, die wie Robert Burnell oder John Langton als Belohnung für ihre Dienste zu Bischöfen aufstiegen. Winchelsey glaubte als konservativer Geistlicher, dass der Reichtum der Kirche Voraussetzung für das Wohlergehen des Reiches war. Die Regierung sollte die unabhängige Stellung der Geistlichen respektieren, die für die Bildung und das Seelenheil der Bevölkerung zuständig waren. Obwohl er durchaus auch als Vermittler dienen konnte und nicht boshaft oder hinterhältig agierte, erwies er sich als unfähig, um mit der Krone einen Kompromiss zu schließen. Zwar bekämpfte er zunächst erfolgreich Übergriffe auf kirchliche Rechte, blieb nach 1297 jedoch politisch weitgehend erfolglos. Dabei erkannte er nicht, dass die Zeit der kirchenzentrierten Politik vergangen war. Dies wird deutlich, als er von Papst Clemens V. abgesetzt wurde, weil er die Politik von Papst Bonifatius VIII. unterstützt hatte.